# La Neuville British Cemetery
La Neuville British Cemetery is een Britse militaire begraafplaats met gesneuvelden uit de Eerste Wereldoorlog, gelegen in het gehucht La Neuville op ruim 1 km ten westen van het centrum van Corbie in het Franse departement Somme.
De begraafplaats werd ontworpen door Edwin Lutyens, heeft een nagenoeg rechthoekig grondplan met een oppervlakte van ruim 2.160 m² en wordt omsloten door een haag. In de zuidwestelijke en de zuidoostelijke hoeken van de begraafplaats staan eenvormige witte stenen gebouwtjes die toegang geven tot de begraafplaats. Rondom het centrale deel met de graven ligt een verhoogd grasterras waarop aan de oostelijke rand de Stone of Remembrance en aan de westelijke rand het Cross of Sacrifice staat. 
De begraafplaats wordt onderhouden door de Commonwealth War Graves Commission.

## Geschiedenis
In april 1916 werd de 21st Casualty Clearing Station in La Neuville gevestigd en bleef daar tijdens de Slag aan de Somme tot maart 1917 in gebruik. De overleden gewonden werden vanaf juli 1916 op de begraafplaats begraven. De meeste graven dateren uit deze periode, maar later werden nog enkele slachtoffers van de gevechten aan de Somme in 1918 toegevoegd.

## Graven
Er zijn in totaal 892 geïdentificeerde slachtoffers begraven, 820 Britten, 24 Zuid-Afrikanen, 21 Australiërs en 27 Duitsers. Daarnaast zijn er nog 4 ongeïdentificeerde graven.

### Onderscheiden militairen
- de kapiteins William Herbert Monson (Royal Dublin Fusiliers) en James Alastair Culbard Mackay (Seaforth Highlanders) en de luitenants Edward Alexander Morris Stoker (Royal Irish Regiment) en Robert Scovell Richardson (Machine Gun Corps) werden onderscheiden met het Military Cross (MC).
- compagnie sergeant-majoor M. Moran (Irish Guards) en de sergeanten John Tweed McEachnie (Gordon Highlanders) en W. Cornish (Devonshire Regiment) werden onderscheiden met de Distinguished Conduct Medal (DCM).
- er liggen nog 13 militairen die werden onderscheiden met de Military Medal (MM).

### Minderjarige militairen
- soldaat W. Kearns (Royal Irish Fusiliers) was 16 jaar toen hij op 8 september 1916 sneuvelde.
- geleider Albert Edward Fenton (Royal Field Artillery), de soldaten Cecil Norman Moller (South African Infantry), Edmund Chas Pratt (East Surrey Regiment), R. Parkins (Royal Dublin Fusiliers), Jesse Foster Cole (Oxford and Bucks Light Infantry) en Walter Edmund Say (The Queen's (Royal West Surrey Regiment) waren 17 jaar toen ze sneuvelden.

### Aliassen
Vier militairen dienden onder een alias:
- korporaal Hugh Mackay Lyall als Hugh Mackay bij het Machine Gun Corps.
- geleider George Joseph Baines als G.J. Baynes bij de Royal Field Artillery.
- soldaat John Patrick Murphy als Arthur Collins bij de Royal Inniskilling Fusiliers.
- soldaat George Gaskin als George Gaskin Austin bij de Grenadier Guards.